# Правопорушник (фільм)
Правопорушник (англ. The Trespasser) — американська драма режисера Едмунда Гулдінга 1929 року. Фільм номінувався на премію «Оскар» за найкращу жіночу роль (Глорія Свенсон).

## Сюжет
Стенографістка адвоката без пам'яті закохується в молодого заможного чоловіка. Незабаром вони одружуються, але його батьки, противники нерівного шлюбу, анулюють його, незважаючи на те, що у дружини скоро народиться дитина. В результаті вона залишається одна з дитиною на руках, але її колишній бос не кидає її в біді, допомагаючи матеріально, через що, правда, починають повзти чутки про те, що вона його коханка на утриманні…

## У ролях
- Глорія Свенсон — Меріон Доннелл
- Роберт Амес — Джек Меррік
- Пернелл Претт — Гектор Фергюсон
- Генрі Б. Волтхолл — Фуллер
- Воллі Олбрайт — Джек Меррік
- Вільям Голден — Джон Меррік-старший
- Бланш Фредерічі — міс Поттер — медсестра
- Кей Геммонд — Катерина «Фліп» Меррік
- Мері Форбс — місіс Фергюсон
- Марсель Кордей — Бланш — покоївка